# Spirama japonica
Spirama japonica là một loài bướm đêm trong họ Erebidae.